# بهلول‌آباد (اردل)
بهلول‌آباد (اردل)، روستایی از توابع بخش میانکوه شهرستان اردل در استان چهارمحال و بختیاری ایران است.
اهالی این روستا از تیره کی شیخ عالی طایفه اورک هفت لنگ ایل بختیاری می باشند.
اغلب با فامیلی کیانی، کیانپور، خدارحمی و اندیک می باشند.

## جمعیت
این روستا در دهستان شلیل قرار دارد و براساس سرشماری مرکز آمار ایران در سال ۱۳۸۵، جمعیت آن ۲۲۴ نفر (۴۱خانوار) بوده‌است.